# الجسيمات الساخنة
الجسيمات الساخنة هي قطعة مجهرية من المواد المشعة التي يمكن أن تصبح مستودعة في الأنسجة الحية وتؤمن جرعة مركزة من الإشعاع إلى منطقة صغيرة. تقترح نظرية مثيرة للجدل أن الجسيمات الساخنة داخل الجسم تكون أشد خطورة من الانبعاثات الخارجية التي تعطي نفس جرعة الإشعاع بطريقة منتشرة. يدعي باحثون آخرون أن هناك اختلاف بسيط أو لا يوجد اختلاف في المخاطر بين الانبعاثات الداخلية والخارجية.

## السمات
تتراوح الجسيمات الساخنة الواردة في تداعيات نوويات يتم قطعها في مسافات بعيدة من 10 نانومتر إلى 20 ميكرومتر، في حين أن الجزيئات الموجودة في التداعيات المحلية قد تكون أكبر بكثير (100 ميكرومتر إلى عدة ملليمترات) يمكن التعرف على الجسيمات الساخنة بواسطة عداد غايغر، أو عن طريق التصوير الشعاعي الذاتي وهو فيلم X-Ray الضبابي. يمكن تحديد عمرهم وأصلهم من خلال توقيع نظائرهم.
نظرا لصغر حجمها يمكن ابتلاع الجسيمات الساخنة أو استنشاقها أو دخولها إلى الجسم بوسائل أخرى. وبمجرد أن تستقر في الجسم فإن الخلايا القريبة جدًا من الجسيم الساخن قد تمتص قدرًا كبيرًا من إشعاعها ويتم قصفها بطريقة متواصلة ومركّزة. على النقيض من ذلك يعطي مصدر إشعاعي خارجي يعطي نفس الكمية الإجمالية للإشعاع على الجسم كله جرعة دقيقة نسبياً لأي خلية واحدة.

## تقدير المخاطر الصحية
أجرت اللجنة المعنية بفحص المخاطر الإشعاعية للناشرين الداخليين التي أنشأتها حكومة المملكة المتحدة استعراضاً مستقلاً لخبراء لمدة 3 سنوات في المخاطر الصحية للبواعث الداخلية (أي الجسيمات الساخنة) ونشرت النتائج التي توصلت إليها في عام 2003. فشلت الدراسة في التوصل إلى توافق في الآراء ولكن الاستنتاج الذي توصلت إليه أغلبية أعضائها هو أن نموذج الخطر الحالي للجنة الدولية للوقاية من الإشعاع. اختلف اثنان من الأعضاء الإثني عشر مع النتائج الشاملة ولا سيما كريستوفر بوسبي الذي يدافع عن الآليات الفيزيولوجية البيولوجية المثيرة للجدل مثل نظرية الحدث الثاني ونظرية التأثير الكهروضوئي والتي يعتقد من خلالها أن خطر الجسيمات المبتلعة يمكن تعزيزه بشكل كبير.